# 圣洛朗德卡尔诺勒
圣洛朗德卡尔诺勒（法語：Saint-Laurent-de-Carnols）是法国加尔省的一个市镇，位于该省东北部，属于尼姆区。该市镇总面积10.15平方公里，2009年时的人口为473人。

## 人口
圣洛朗德卡尔诺勒人口变化图示